# Schiffornis turdina
Schiffornis turdina là một loài chim trong họ Tityridae.